# Hajnali ének
A Hajnali ének Hell István verse, amely dalként Dinnyés József előadásában lett ismert.
Hell a verset oroszországi tanulmányai alatt írta, Vlagyimir városában, 1973 áprilisában, egy átmulatott éjszaka után. Emlékei szerint annyi idő alatt írta meg, amennyi alatt el lehet mondani. Hazatérve nem foglalkozott a verssel, két-három év múlva találta meg újra, és elküldte a Mozgó Világnak, ahol 1976-ban megjelent. Még megjelenése előtt került Dinnyés József énekes kezébe, aki megzenésítette és elénekelte. Ezt követően a dal igen népszerű lett országszerte, osztálykirándulások, táborok kedvence lett. Mivel Hell a verset Jeszenyin emlékének ajánlotta, sokan az ő versének hiszik.
Szerepel Hell első verseskötetében (Élve fogó csapda, 1992).